# Dermatocarpon moulinsii
Dermatocarpon moulinsii är en lavart som först beskrevs av Jean François Montagne, och fick sitt nu gällande namn av Alexander Zahlbruckner. Dermatocarpon moulinsii ingår i släktet Dermatocarpon och familjen Verrucariaceae.   Inga underarter finns listade i Catalogue of Life.